# Guide to Pharmacology
La IUPHAR/BPS Guide to PHARMACOLOGY (Guia de Farmacologia de la IUPHAR/BPS) és un lloc web d'accés obert, actuant com un portal d'informació sobre els objectius biològics de fàrmacs amb llicència i altres molècules petites. La Guide to PHARMACOLOGY es desenvolupa com una aliança d'empreses entre la International Union of Basic and Clinical Pharmacology (Unió Internacional de Farmacologia Bàsica i Clínica o IUPHAR) i la British Pharmacological Society (Societat Farmacològica Britànica o BPS), i incorpora la base de dades de la IUPHAR i la Guide to Receptors and Channels (Guia en receptors i canals o GRAC). la Guide to PHARMACOLOGY té com a objectiu proporcionar un panorama general de tots els objectius farmacològics, accessibles a tots els membres de les comunitats científiques i clíniques i al públic interessat, amb enllaços a més informació detallada sobre un conjunt seleccionat d'objectius també disponibles. Les informacions sobre la Guide to PHARMACOLOGY inclou dades farmacològiques, objectius i nomenclatura de gens, i la informació química comissariada per lligands. S'inclouen resums i comentaris a cada família d'objectius, amb enllaços a referències clau del camp.